# Gary Valentine
Gary Valentine (eigentlich Gary Joseph Knipfing; * 22. November 1961 in New York City) ist ein US-amerikanischer Komiker und Schauspieler und der Bruder des Schauspielers Kevin James (King of Queens), an dessen Seite er häufig in Filmen auftritt.

## Leben und Karriere
In der US-amerikanischen Erfolgs-Sitcom King of Queens spielte Valentine die Rolle des Danny Heffernan, der ein Cousin von Doug Heffernan (Kevin James) ist. In den ersten vier Staffeln von King of Queens hatte er lediglich ein paar kleinere Auftritte. Ab der fünften Staffel wurde seine Präsenz jedoch deutlich stärker angelegt. Er nimmt einen Job bei dem Paketlieferdienst an, bei dem auch Doug Heffernan arbeitet. Außerdem wohnt er zusammen mit Spence (Patton Oswalt) in einer Wohnung.
Des Weiteren spielte Valentine in dem Film Chuck und Larry – Wie Feuer und Flamme mit Kevin James eine Nebenrolle als Feuerwehrmann. Die Rolle seines Bruders ist Larry Valentine. Der Name ist eine Anlehnung an seinen Nachnamen und an den Vornamen des Schauspielers Larry Romano aus King of Queens.
2009 bekam er eine Nebenrolle in dem Film Der Kaufhaus Cop, ebenfalls mit Kevin James, in dem er einen Karaokesänger spielte.
In der Serie Kevin Can Wait (2016–2018) war er an der Seite von Kevin James als dessen Bruder, als Feuerwehrmann, zu sehen.

## Filmografie
- 1999–2007: King of Queens (The King of Queens, Fernsehserie, 81 Folgen)
- 2001: Velocity Rules
- 2002: Jerry Seinfeld: Comedian (Dokumentarfilm)
- 2003: Unzertrennlich (Stuck on You)
- 2007: Chuck und Larry – Wie Feuer und Flamme (I Now Pronounce You Chuck & Larry)
- 2009: Der Kaufhaus Cop (Paul Blart: Mall Cop)
- 2009: Ein Hund rettet Weihnachten (The Dog Who Saved Christmas)
- 2009: The Deported
- 2011: Der Zoowärter (Zookeeper)
- 2011: The Dog Who Saved Halloween
- 2011: Poolboy: Drowning Out the Fury
- 2011: Jack und Jill (Jack and Jill)
- 2012: Das Schwergewicht (Here Comes The Boom)
- 2012: The Dog Who Saved the Holidays
- 2014–2015 Fargo (Serie)
- 2015: Der Kaufhaus Cop 2 (Paul Blart: Mall Cop 2)
- 2015: Ein Hund rettet den Sommer (The Dog Who Saved The Summer, Fernsehfilm)
- 2016–2018: Kevin Can Wait (Fernsehserie, 48 Folgen)
- 2022: Home Team